# Narciso Paulo Michelli
Narciso Paulo Michelli (Ubá, 20 de janeiro de 1933 — 7 de junho de 2020) foi um dentista e político brasileiro do estado de Minas Gerais. Foi vereador de Ubá em três legislaturas (1955-1958, 1959-1962 e 1964-1966) e foi prefeito de Ubá em três ocasiões (1967-1970, 1973-1976, 1997-2000).

Foi ainda eleito deputado estadual de Minas Gerais para duas legislaturas, na 9ª (1979 - 1983) e na 11ª legislatura (1987 - 1991), sendo eleito pela ARENA e pelo PFL, respectivamente.